# Vinicinho
Vinicinho, pseudonimo di Vinicius Mendonça Pereira (20 febbraio 2004), è un calciatore brasiliano, attaccante del RB Bragantino.

## Carriera
Vinicius ha iniziato la sua carriera nel Desportivo Brasil, che nel 2021 lo ha prestato al Flamengo.
Nel 2023 è passato in prestito al RB Bragantino e l'anno successivo ha disputato il Campeonato Paulista Série A3 con la squadra B. Acquistato a titolo definitivo, ha debuttato con la prima squadra il 22 maggio nell'incontro di Coppa del Brasile vinto 3-0 contro il Sousa.

## Statistiche

### Presenze e reti nei club
Statistiche aggiornate al 18 agosto 2024.
| Stagione        | Squadra               | Campionato      | Campionato | Campionato | Coppe nazionali | Coppe nazionali | Coppe nazionali | Coppe continentali | Coppe continentali | Coppe continentali | Altre coppe | Altre coppe | Altre coppe | Totale | Totale | Totale |
| Stagione        | Squadra               | Comp            | Pres       | Reti       | Comp            | Pres            | Reti            | Comp               | Pres               | Reti               | Comp        | Pres        | Reti        | Pres   | Reti   |        |
| --------------- | --------------------- | --------------- | ---------- | ---------- | --------------- | --------------- | --------------- | ------------------ | ------------------ | ------------------ | ----------- | ----------- | ----------- | ------ | ------ | ------ |
| 2023            | Red Bull Bragantino B |                 | -          | -          |                 | -               | -               |                    | -                  | -                  | CP          | 5           | 0           | 5      | 0      |        |
| 2024            | Red Bull Bragantino B | A3/SP           | 16         | 4          |                 | -               | -               |                    | -                  | -                  |             | -           | -           | 16     | 4      |        |
| 2024            | RB Bragantino         | A               | 5          | 0          | CB              | 3               | 0               | CS                 | 2                  | 0                  |             | -           | -           | 10     | 0      |        |
| Totale carriera | Totale carriera       | Totale carriera | 21         | 4          |                 | 3               | 0               |                    | 2                  | 0                  |             | 5           | 0           | 31     | 4      |        |